# Robert Smirke
Sir Robert Smirke (Londres, 1 de outubro de 1780 – Cheltenham, Gloucestershire, 18 de abril de 1867) foi um arquiteto inglês. Foi um dos líderes da arquitetura neogrega, embora tenha empregado outros estilos arquitetônicos. Como arquiteto do Metropolitan Board of Works projetou diversos edifícios públicos de Londres, incluindo o bloco principal e a fachada do Museu Britânico. Foi um pioneiro no uso de fundações de concreto.

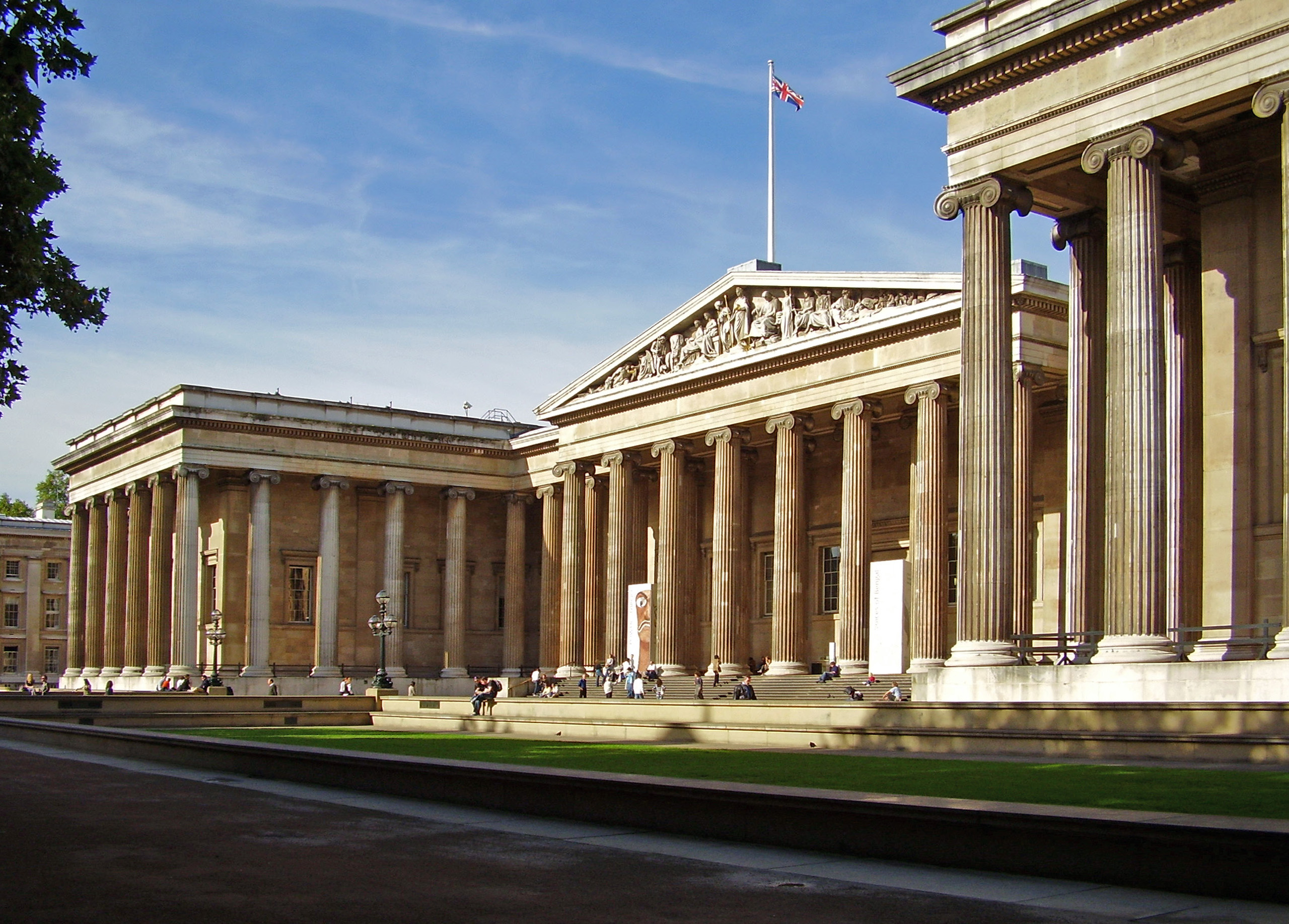
O bloco principal e a fachada do Museu Britânico foram projetados por Robert Smirke.

Esboçou a maior parte das construções antigas de Moreia.

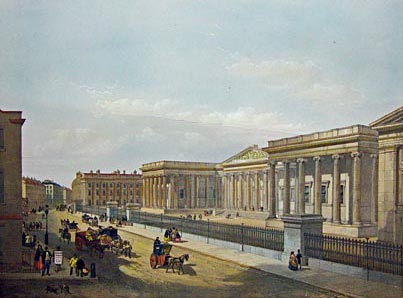
British Museum, 1852
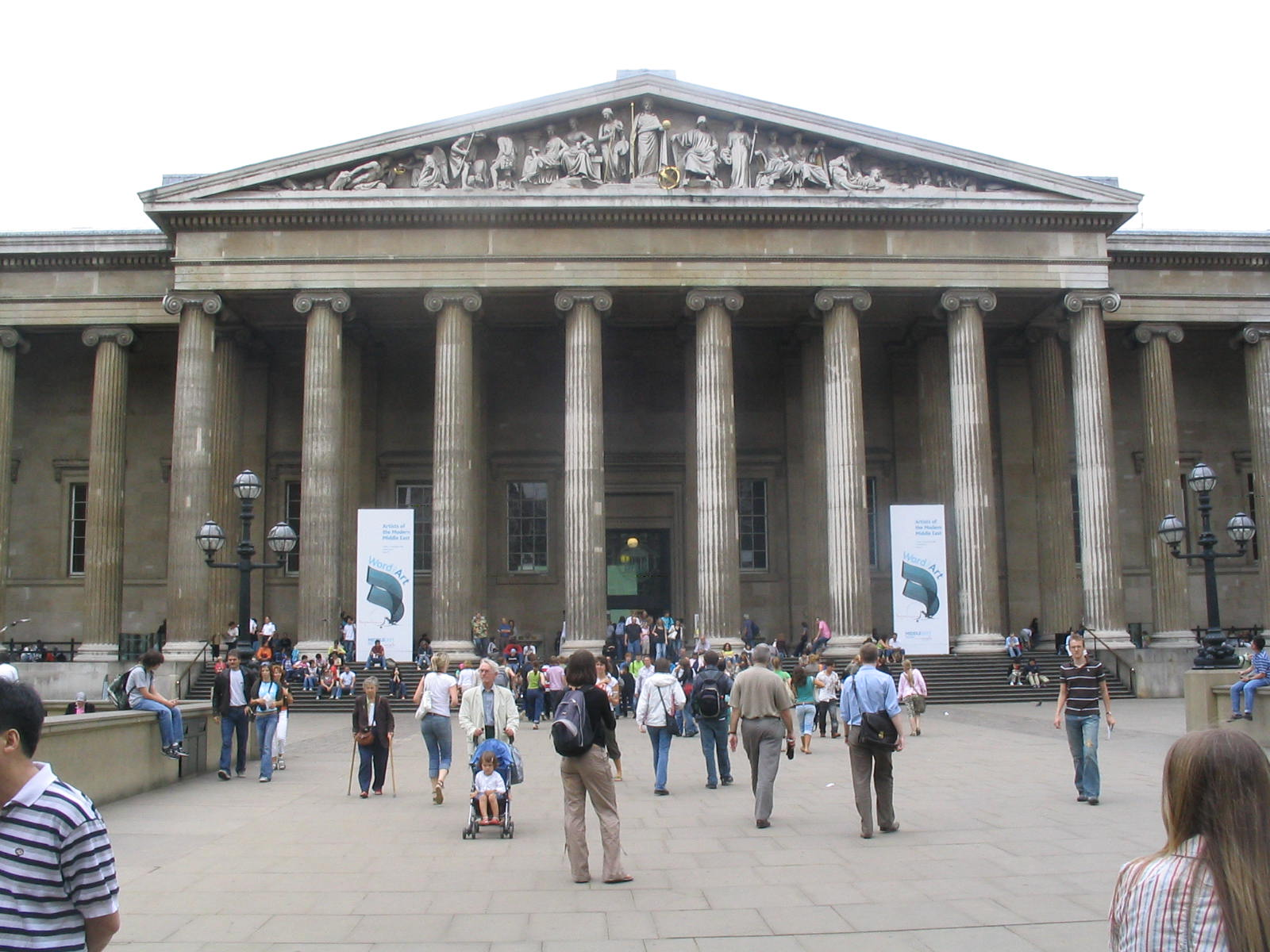
Entrance portico, British Museum
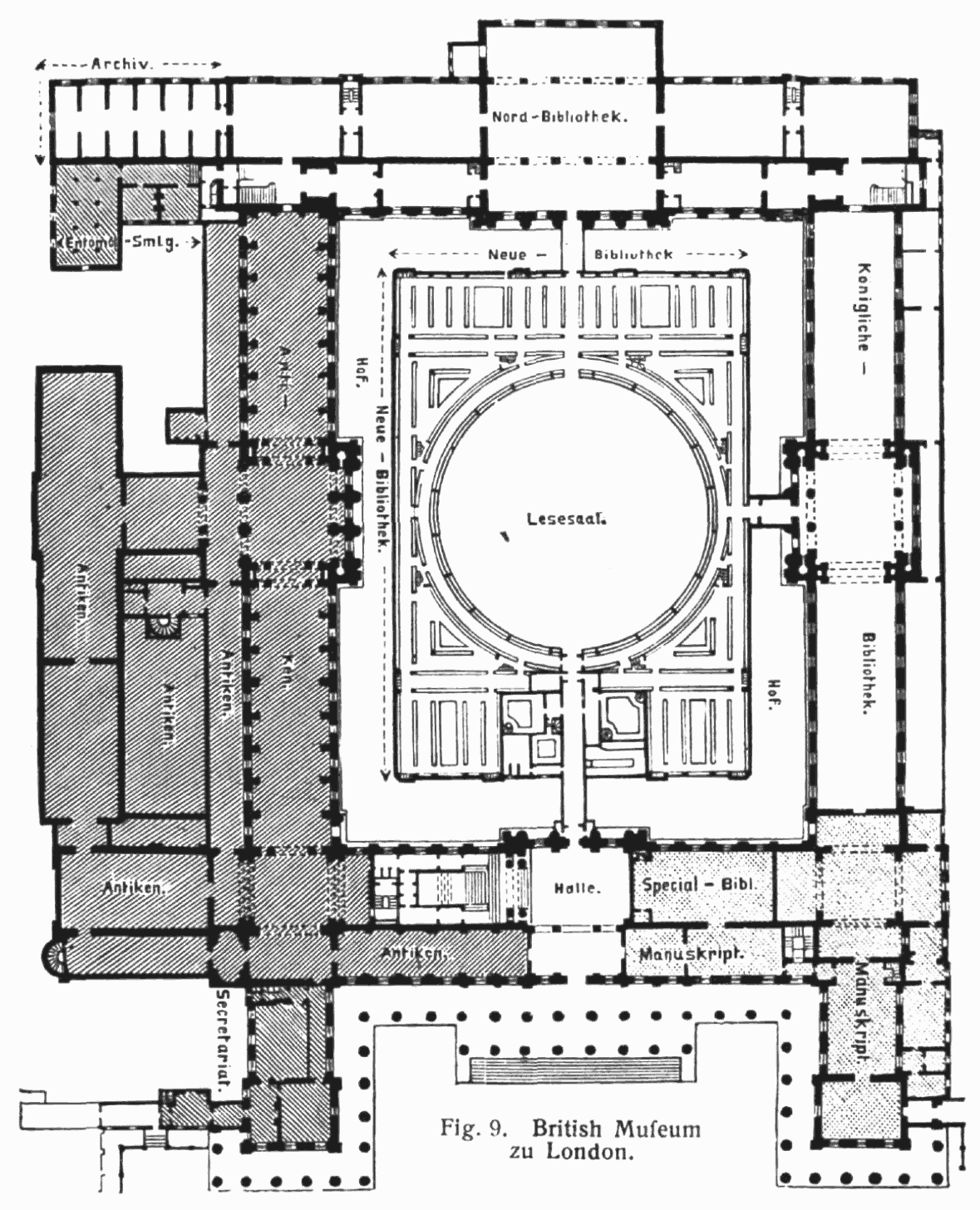
Plan of the British Museum
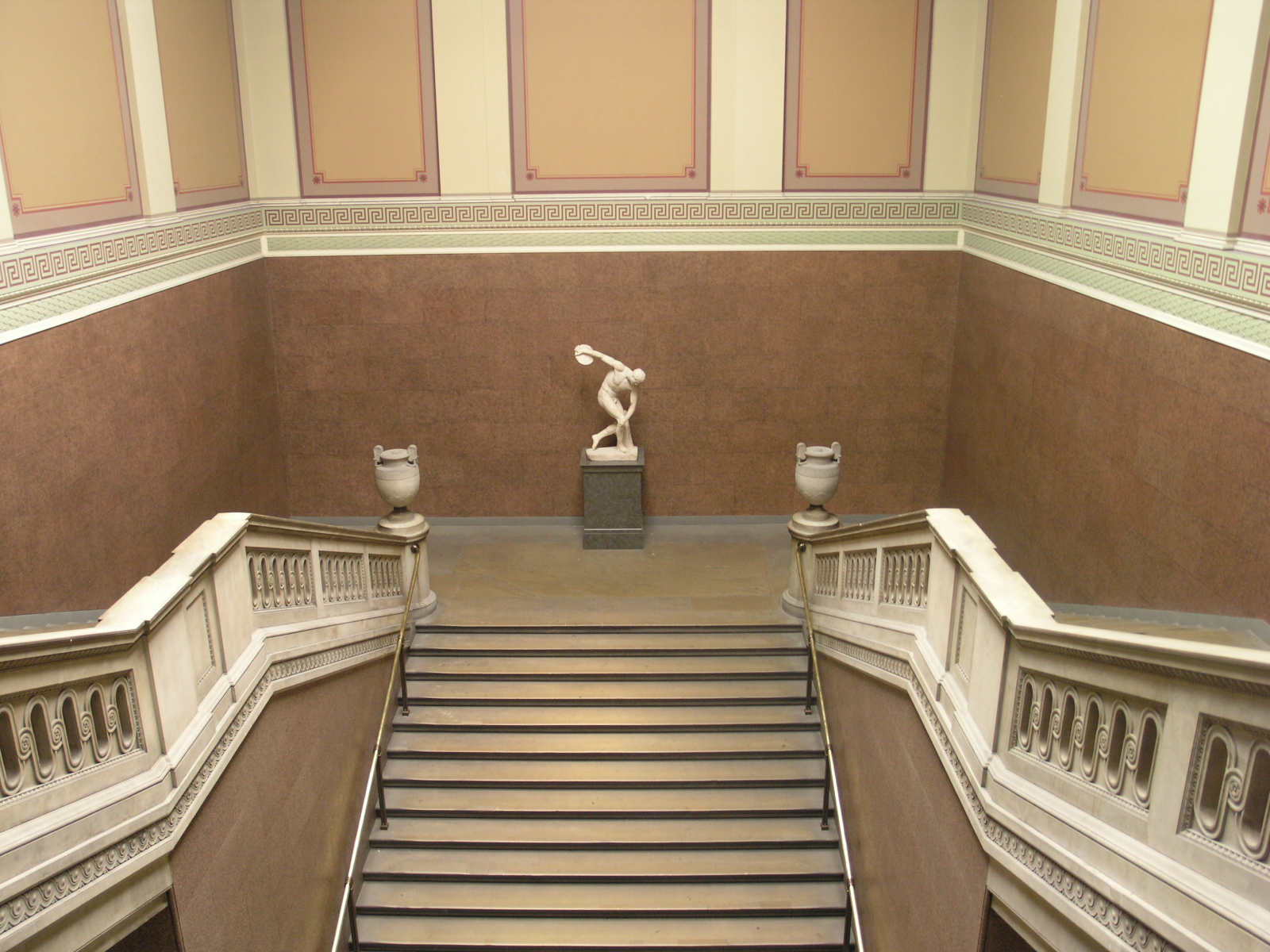
Great Staircase, British Museum
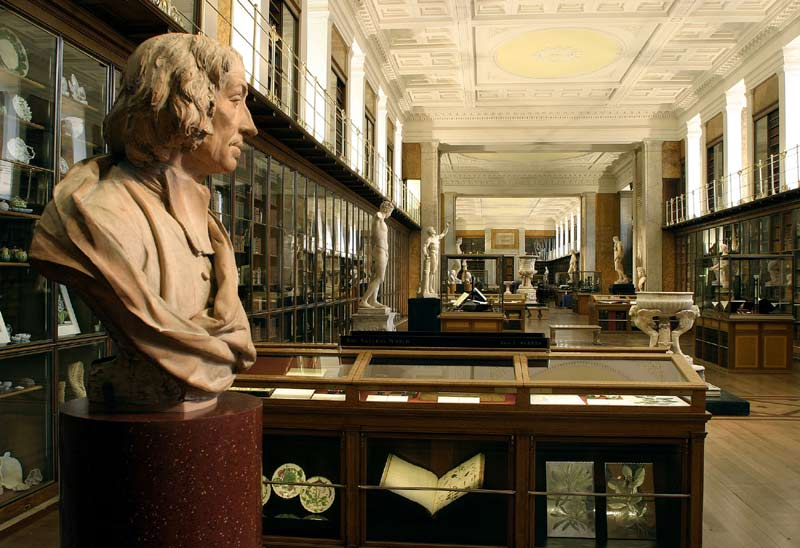
King's Library, British Museum
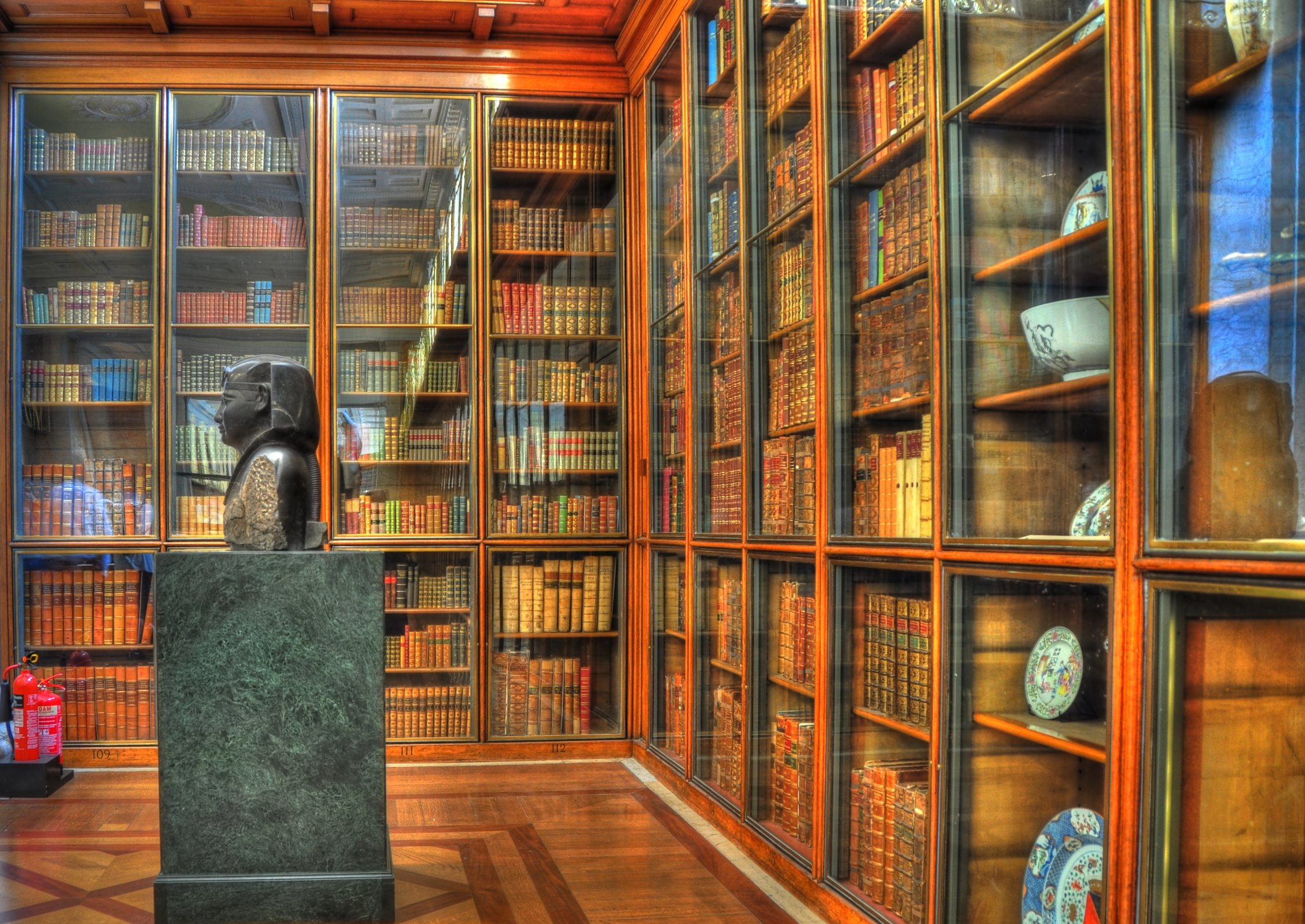
Bookcases in the King's Library, British Museum
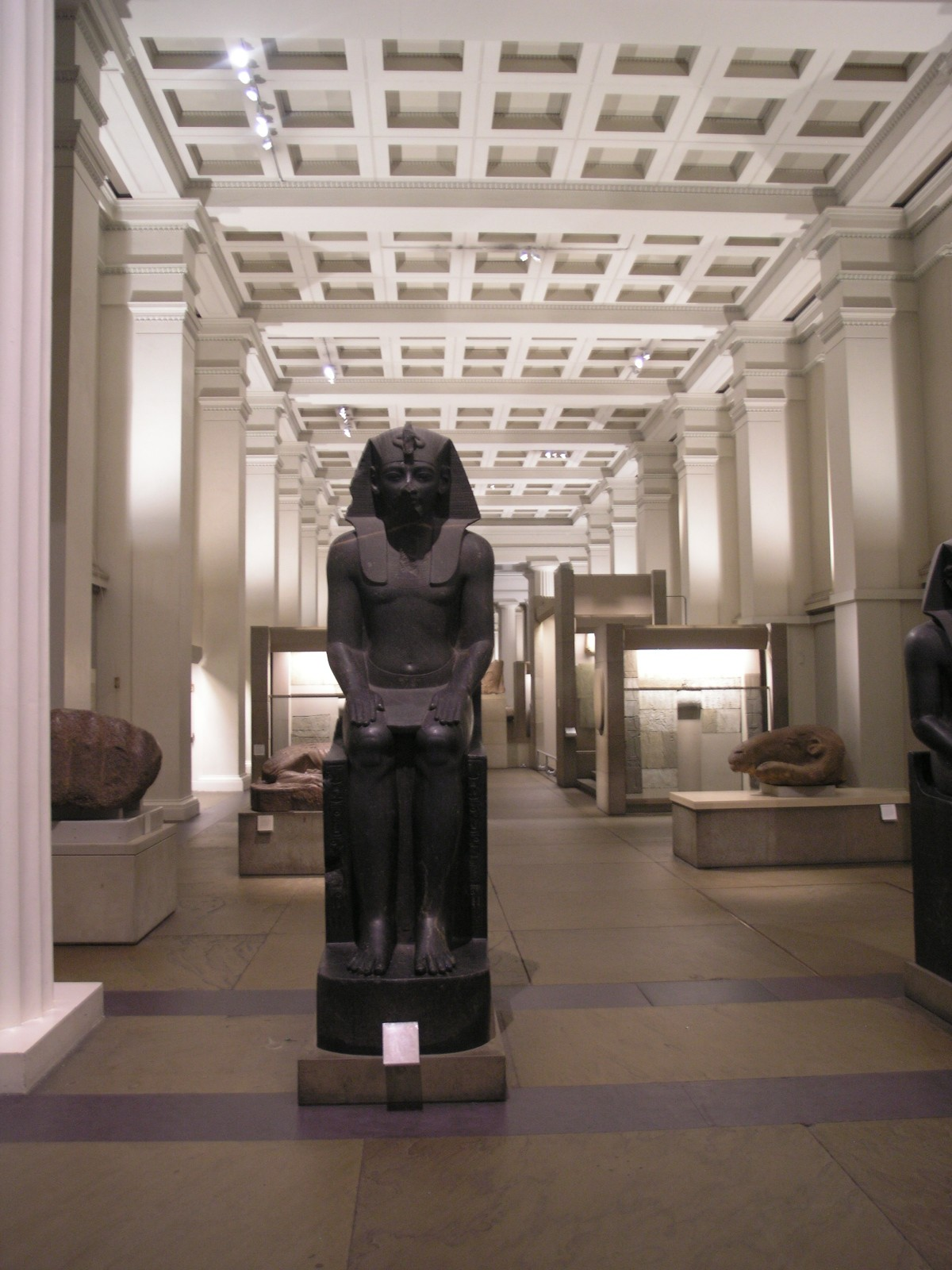
Egyptian Gallery, British Museum

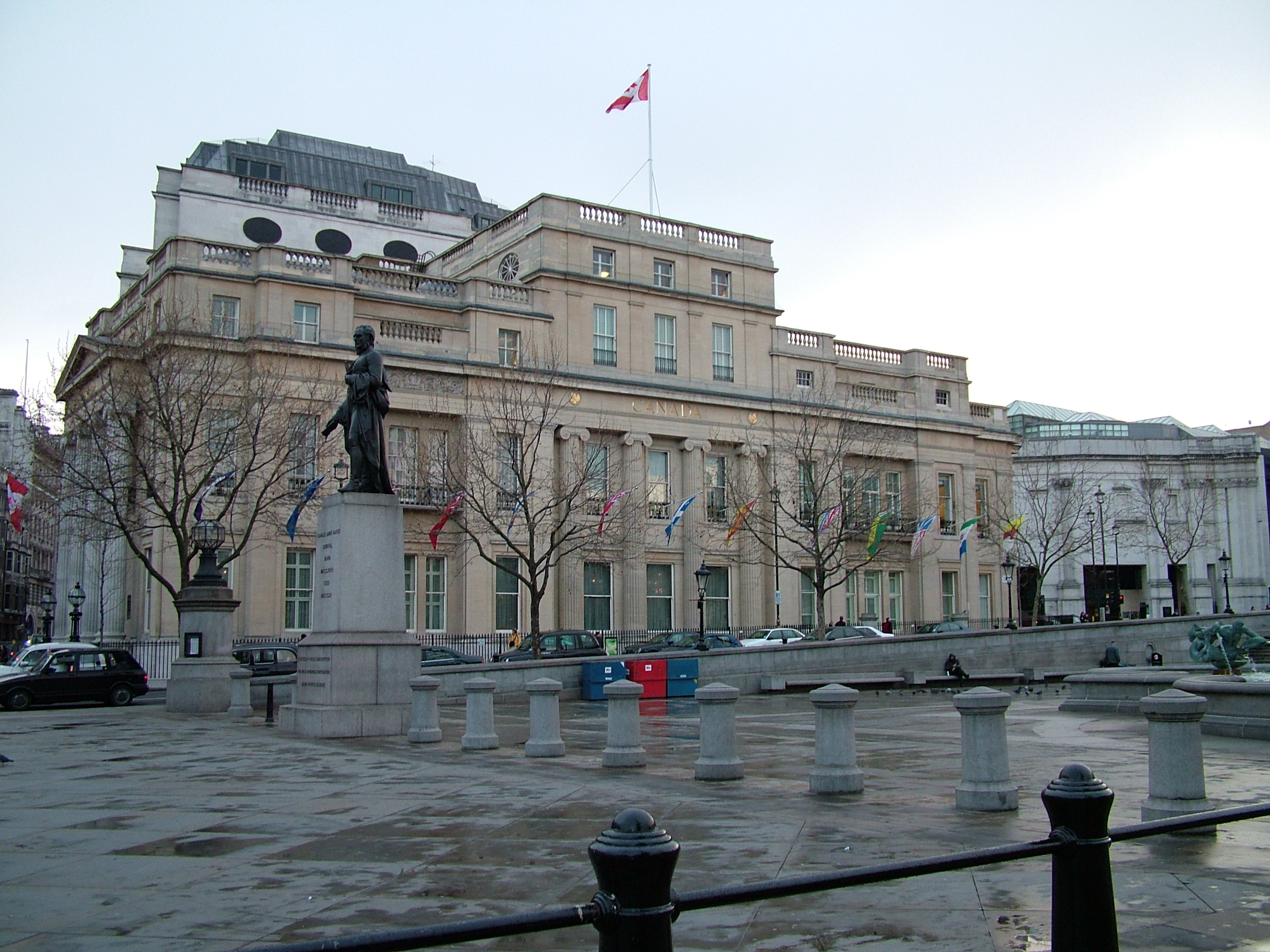
Canada House

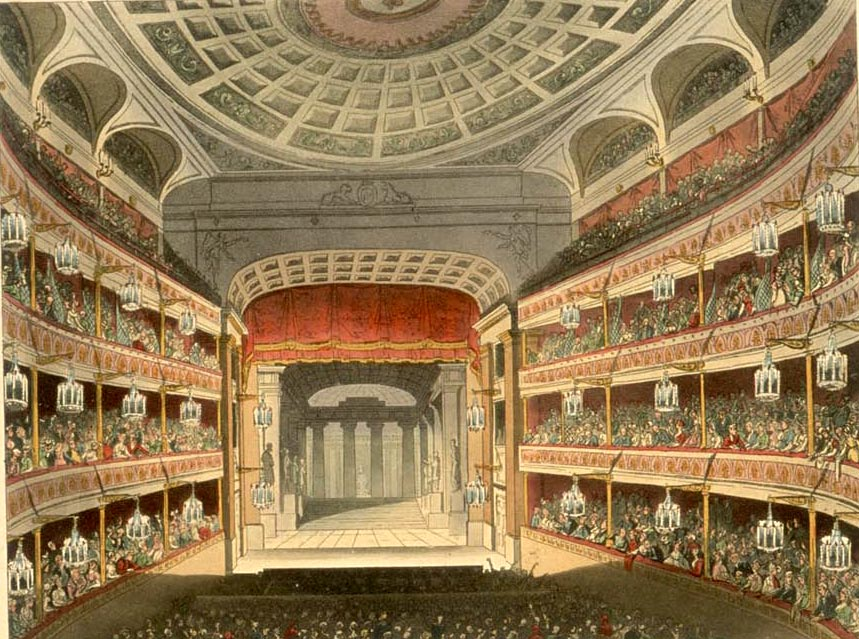
Covent Garden Theatre, burnt and rebuilt
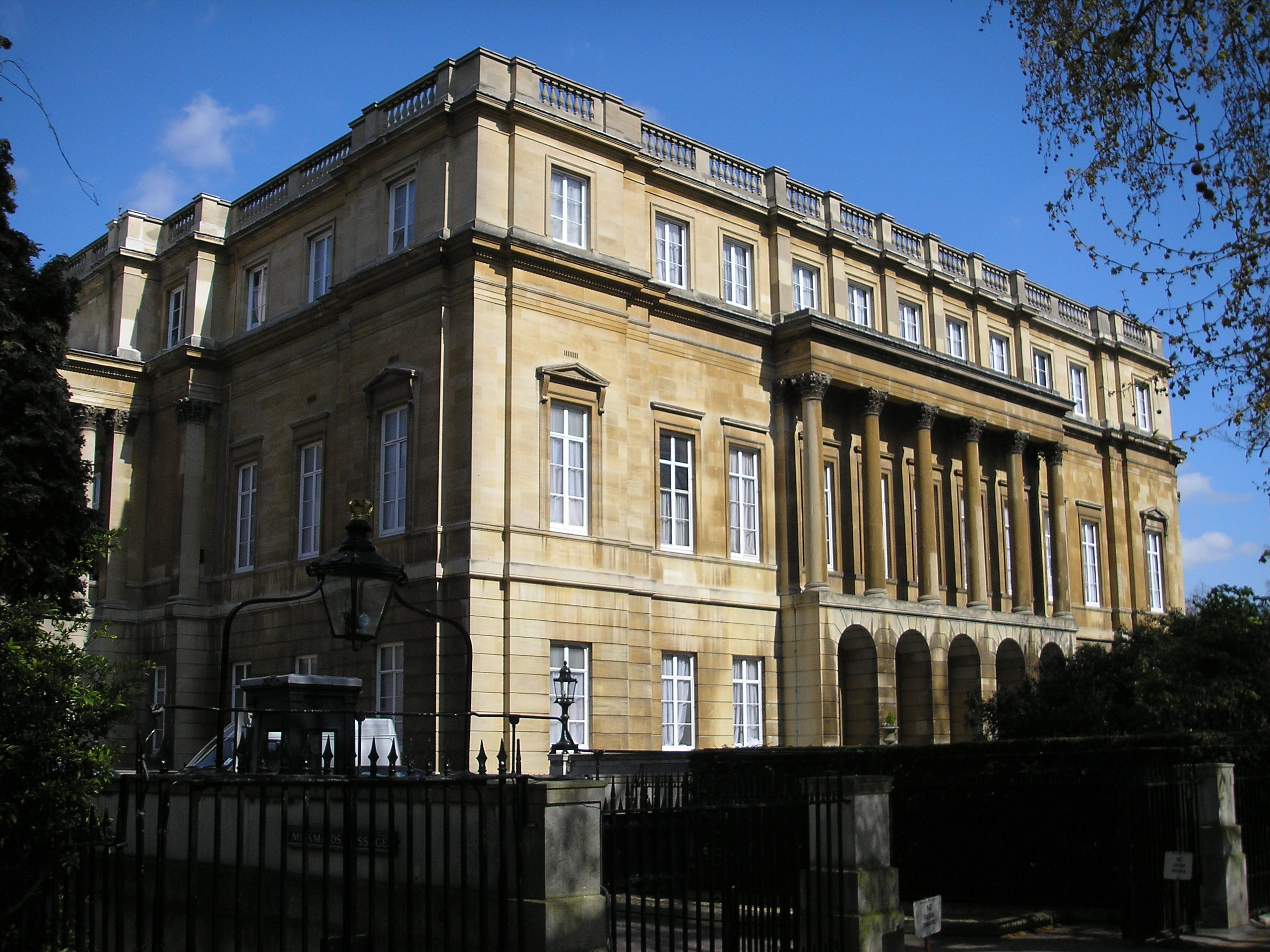
Lancaster House
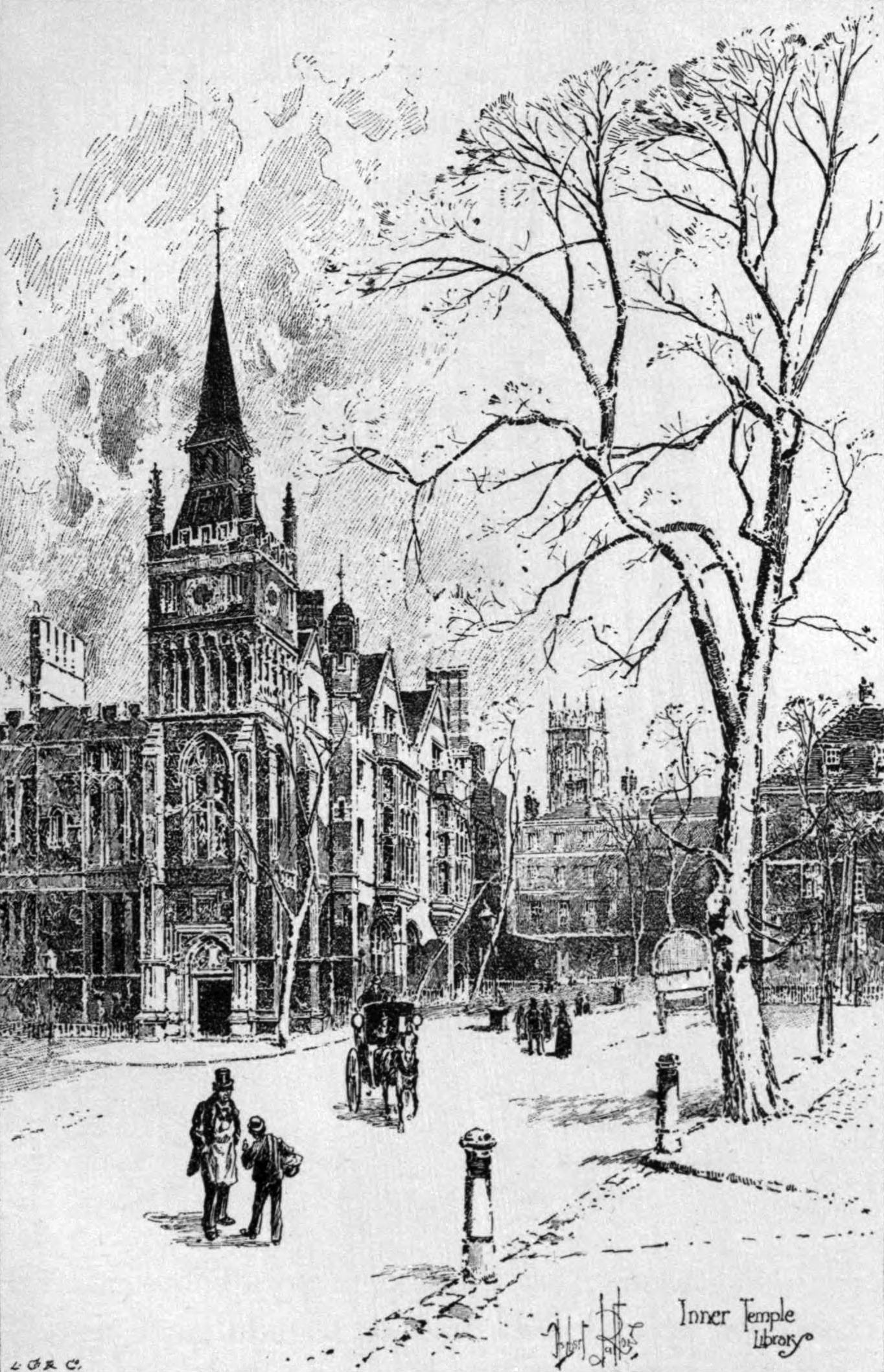
Inner Temple Library
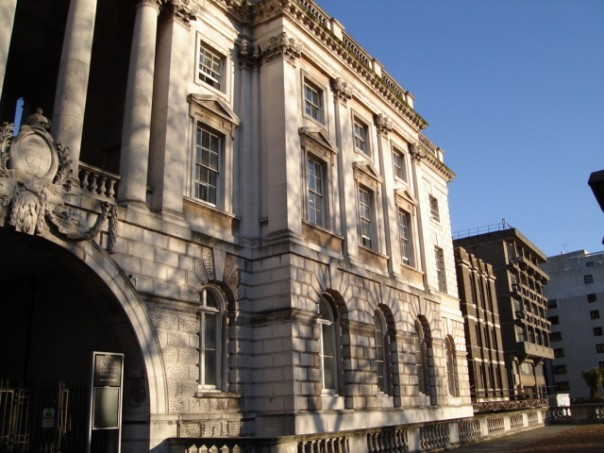
King's College London, east wing of Somerset House
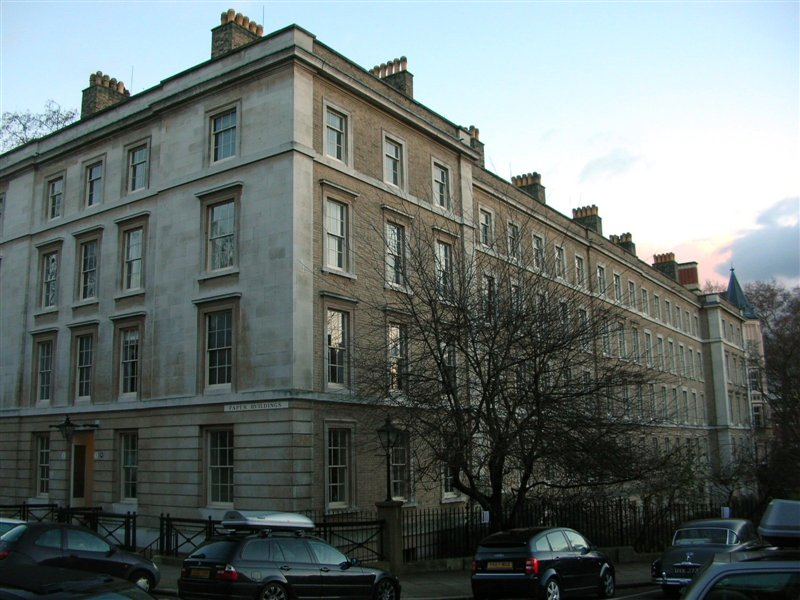
Paper Buildings, Inner Temple

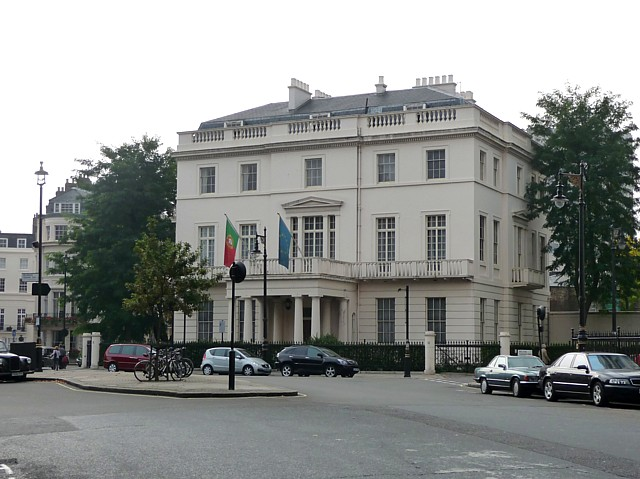
No.12 Belgrave Square

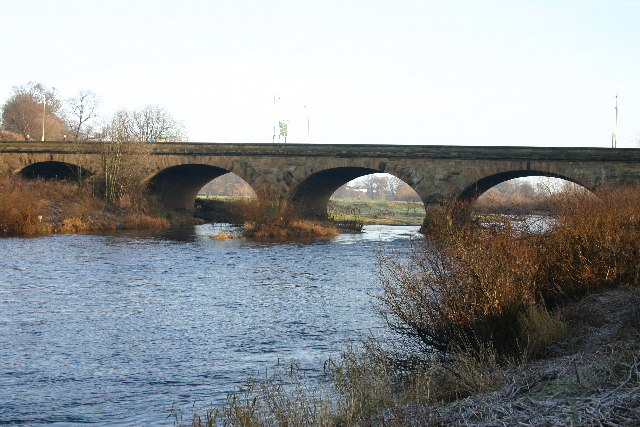
Eden Bridge Carlisle
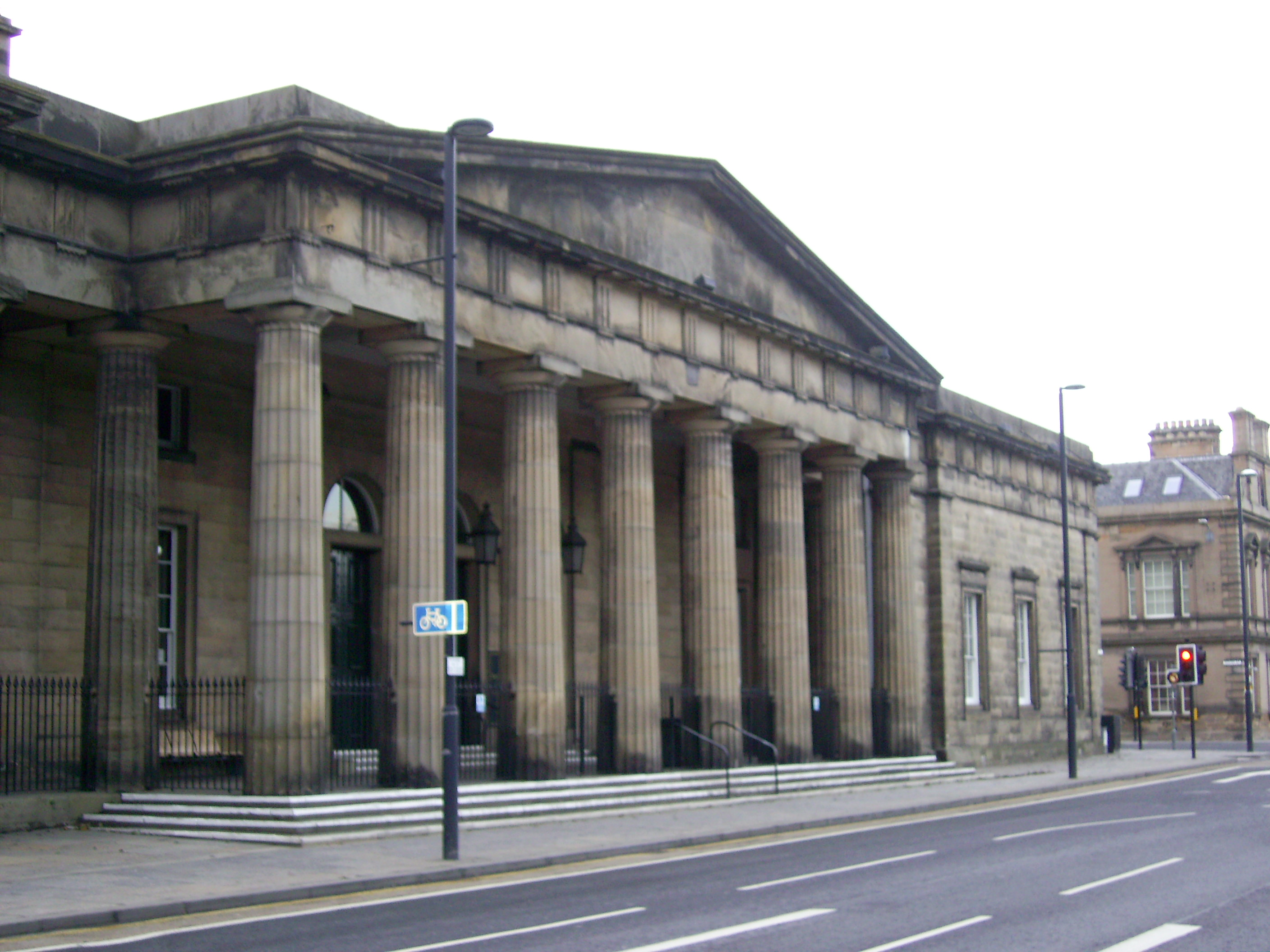
Perth Sheriff Court
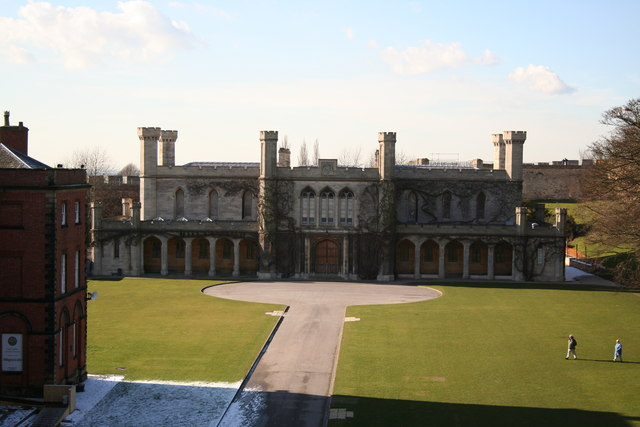
Courts Lincoln Castle
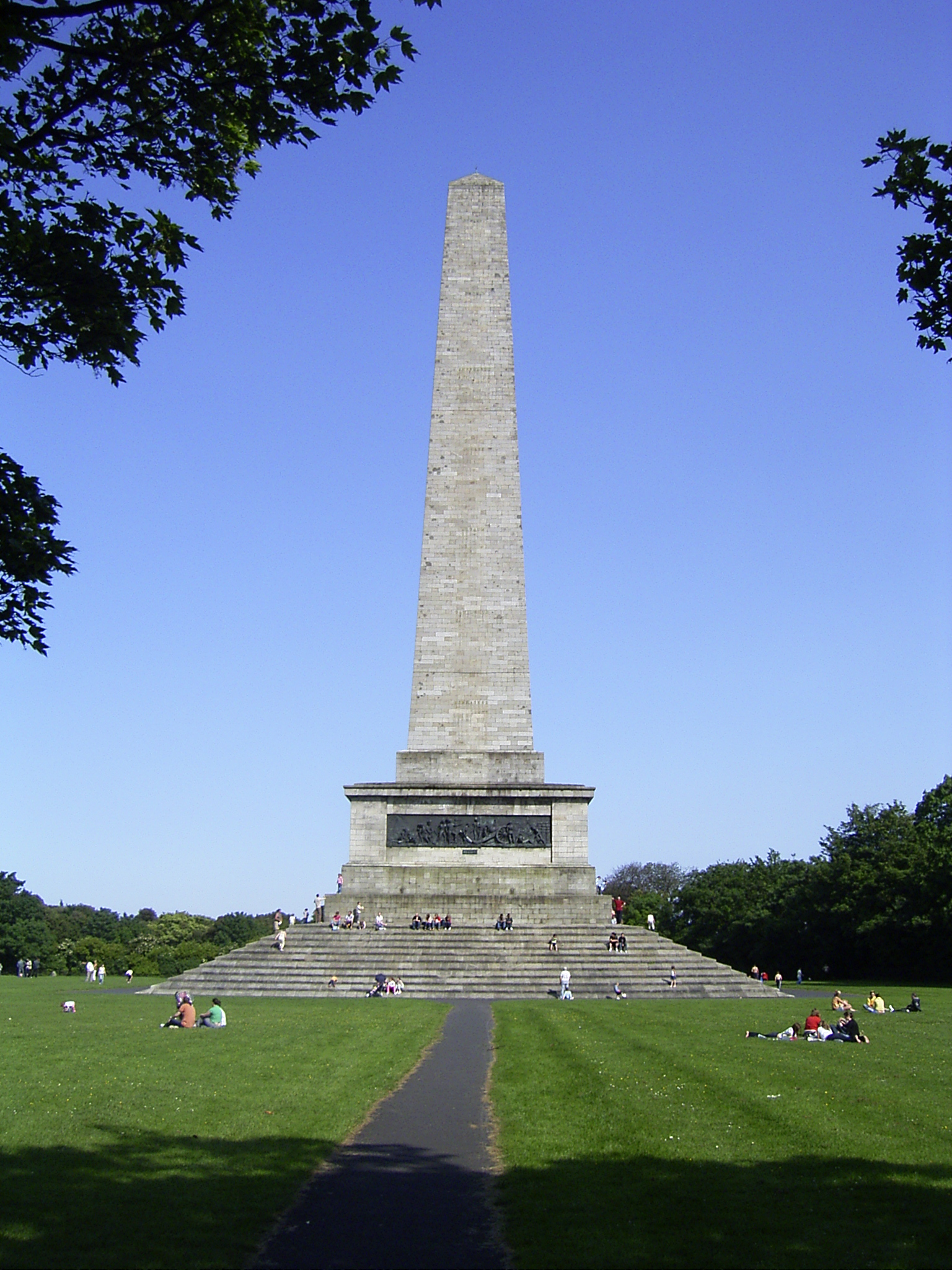
Wellington Testimonial
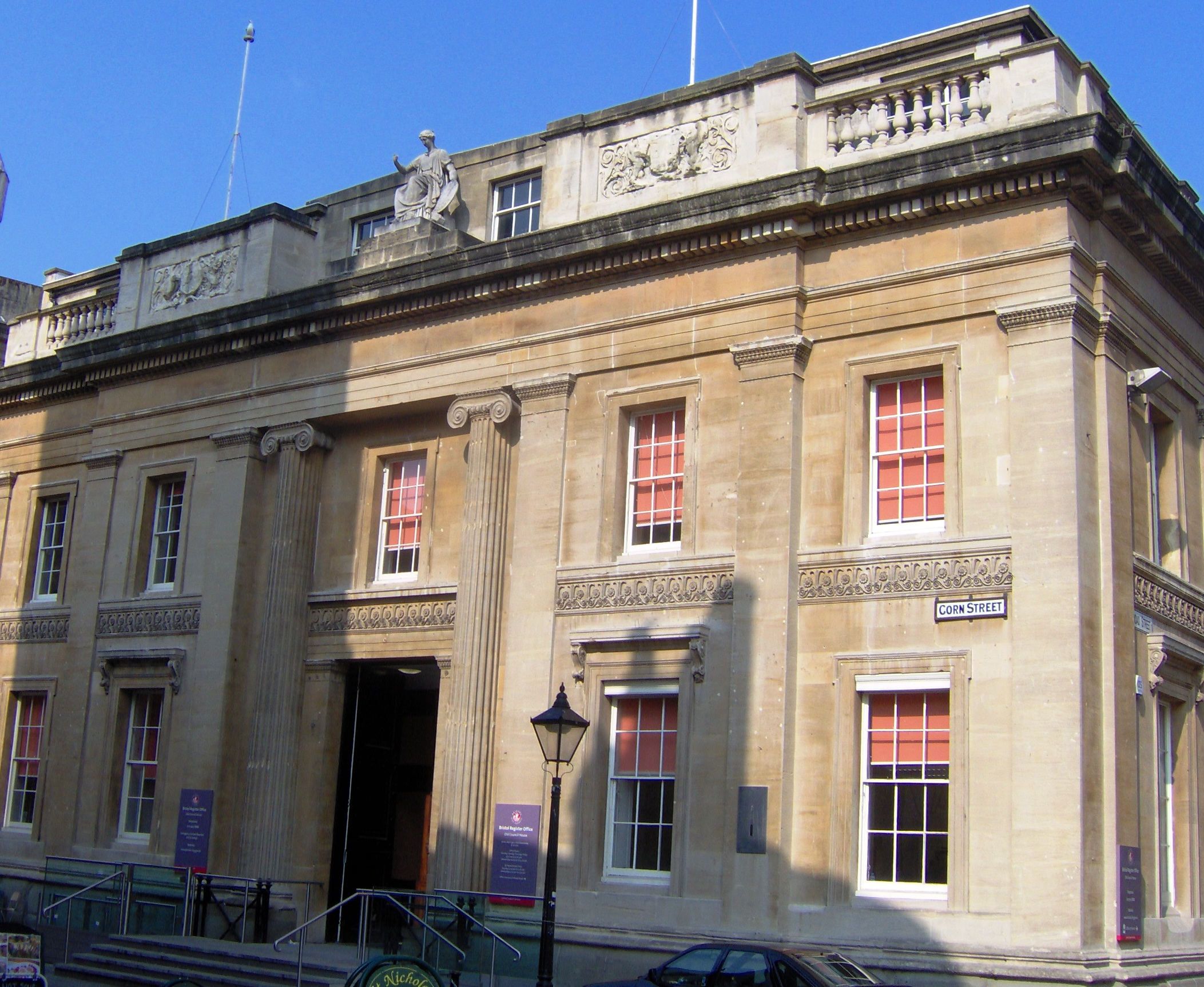
Old Council House, Bristol
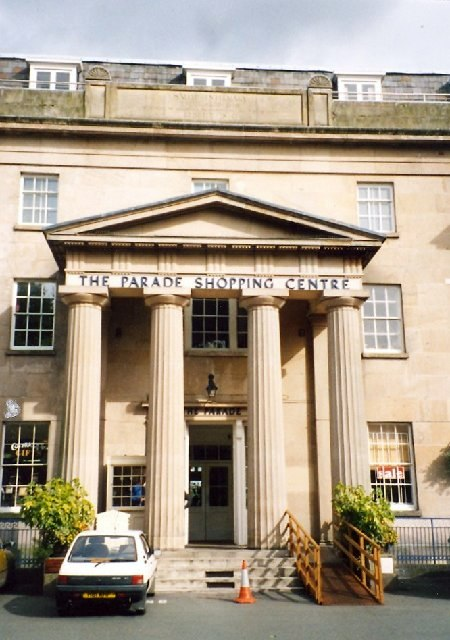
Former Salop Infirmary, Shrewsbury
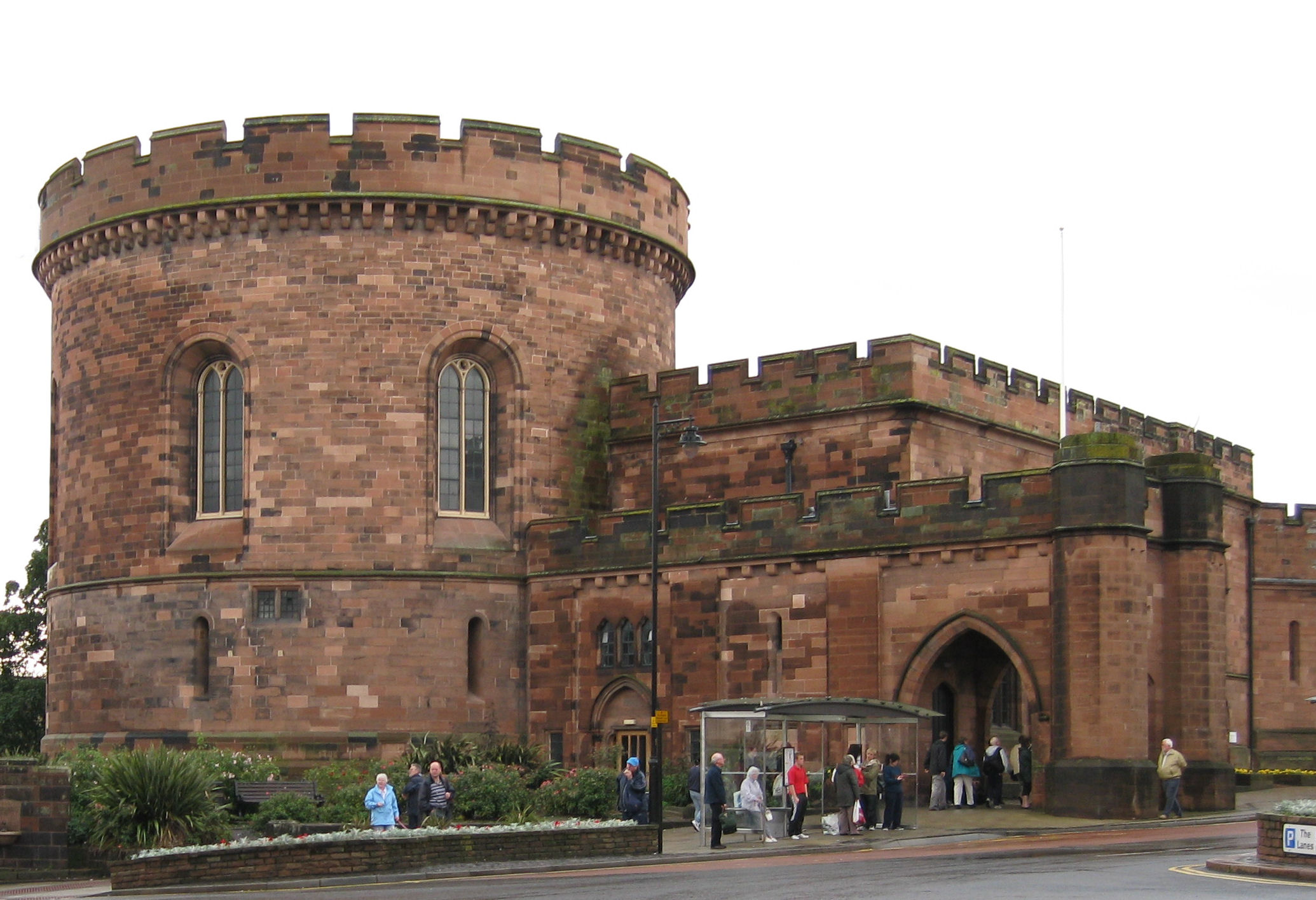
Former County Courts, Carlisle
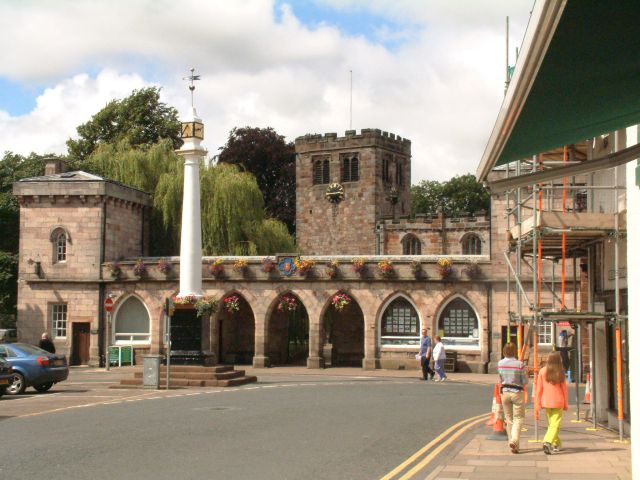
The former Market House, Appleby
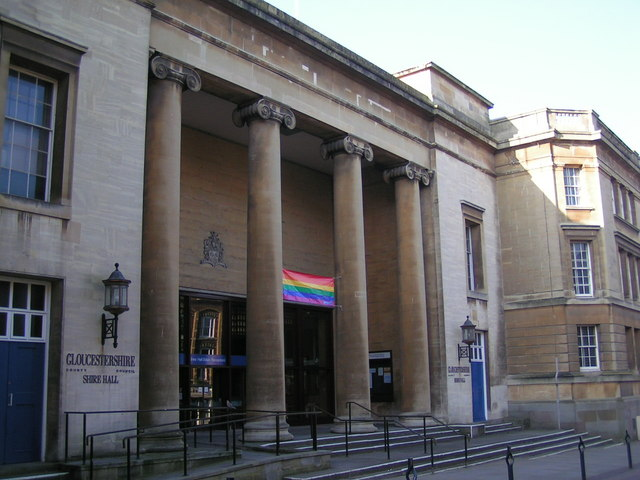
Gloucester Shire Hall
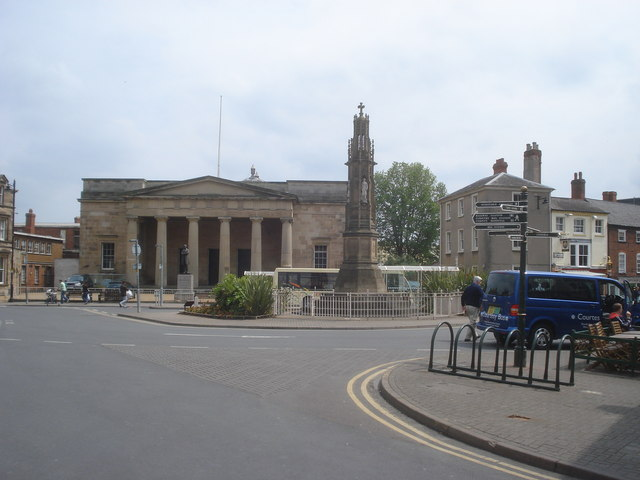
Hereford Shire Hall

Brightling Observatory
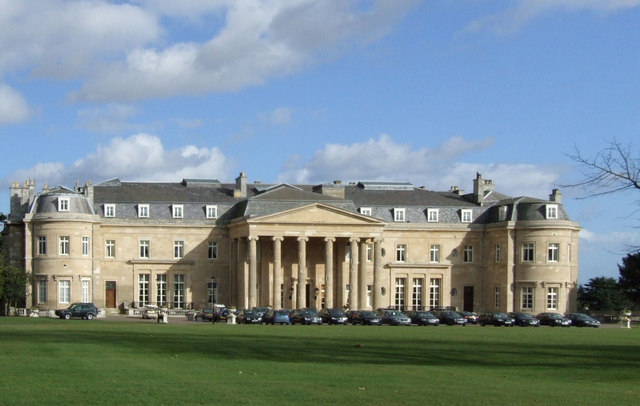
Luton Hoo
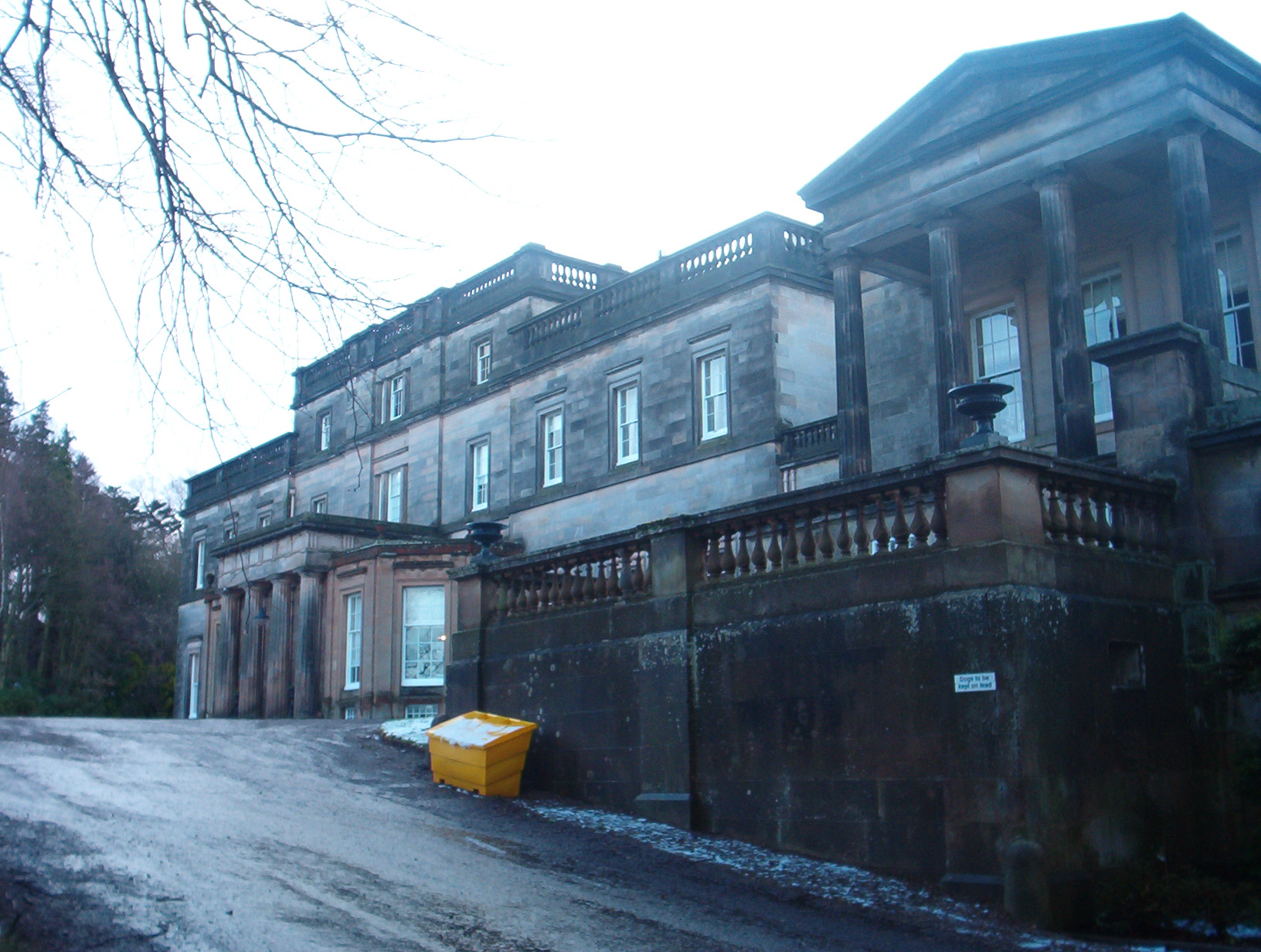
Whittingehame House
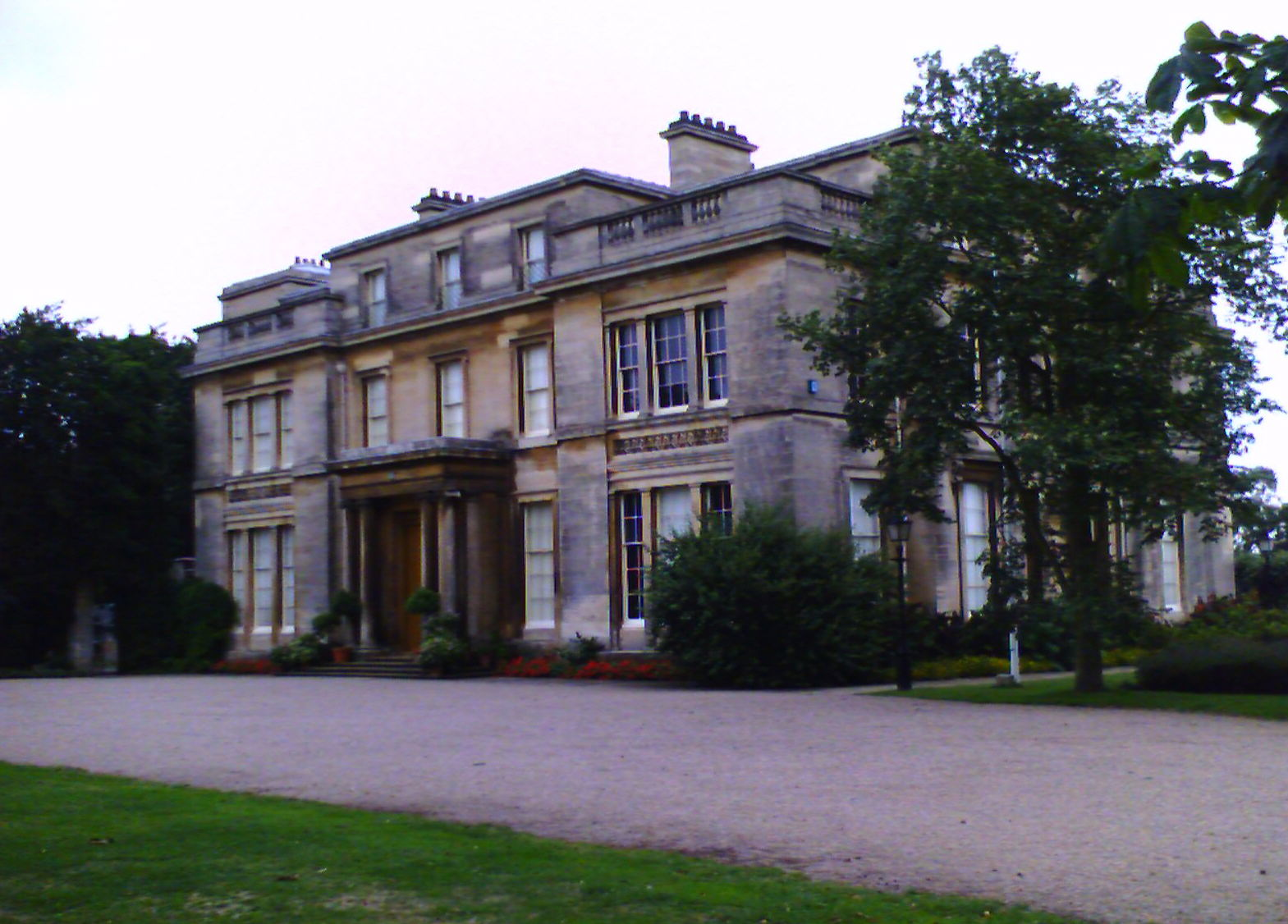
Normanby Hall
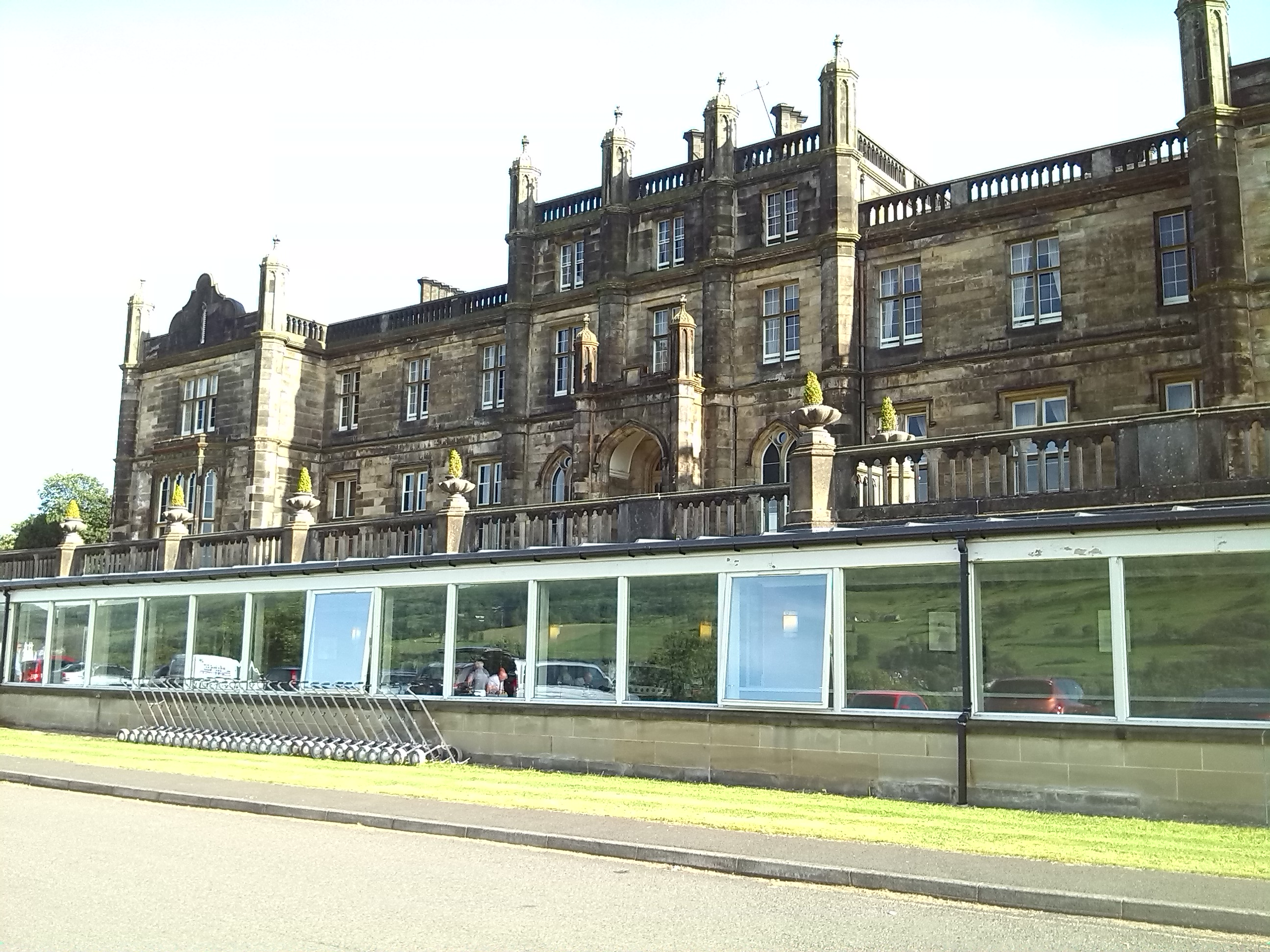
Erskine House
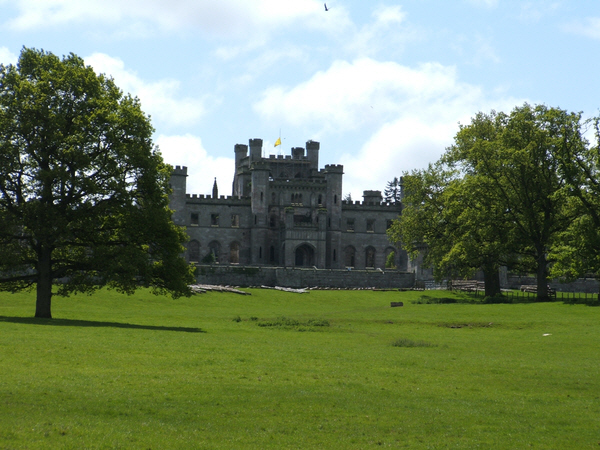
Lowther Castle
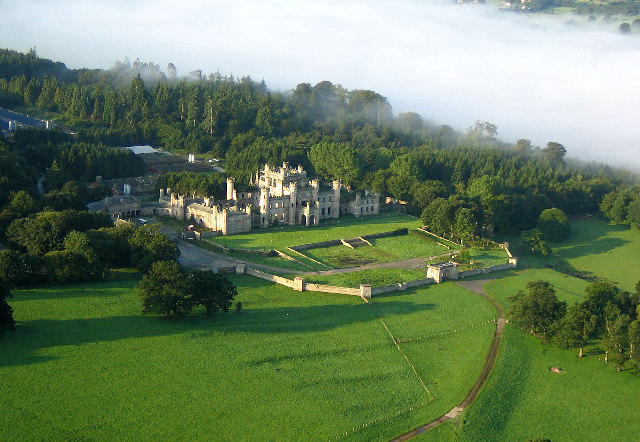
Lowther Castle
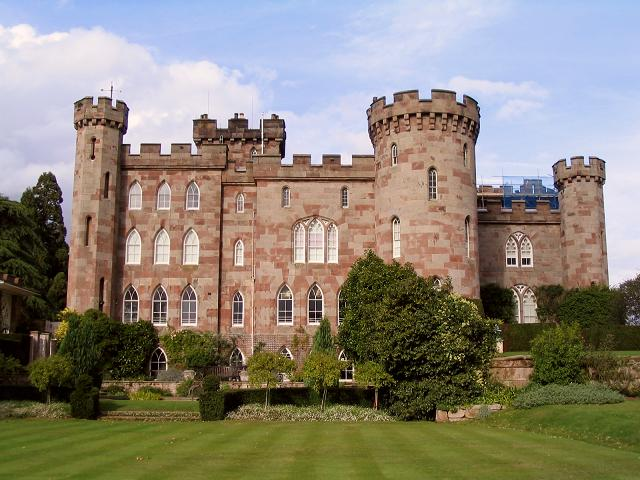
Cholmondeley Castle
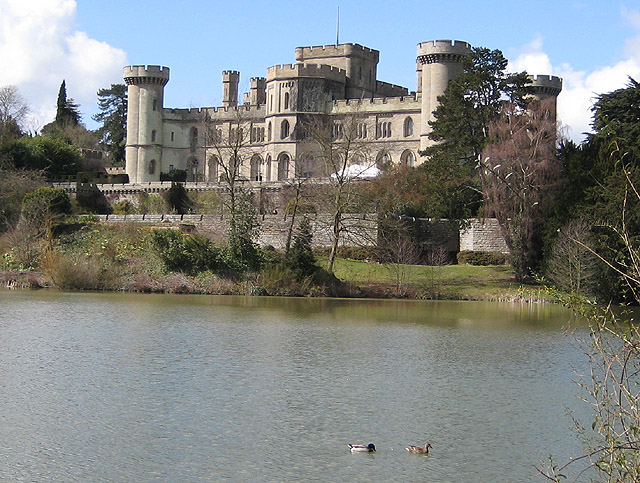
Eastnor Castle
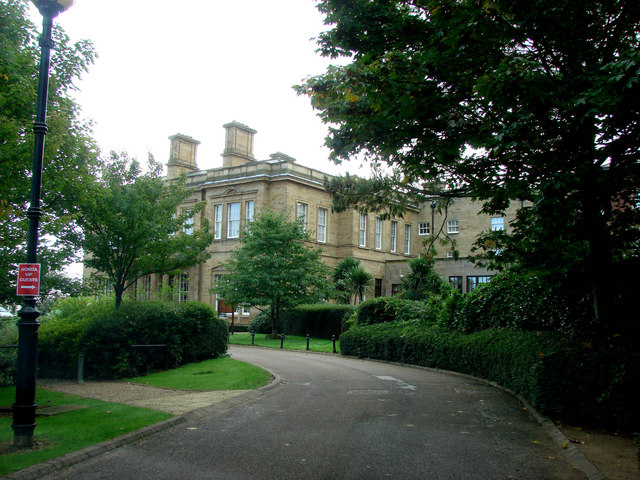
Oulton Hall
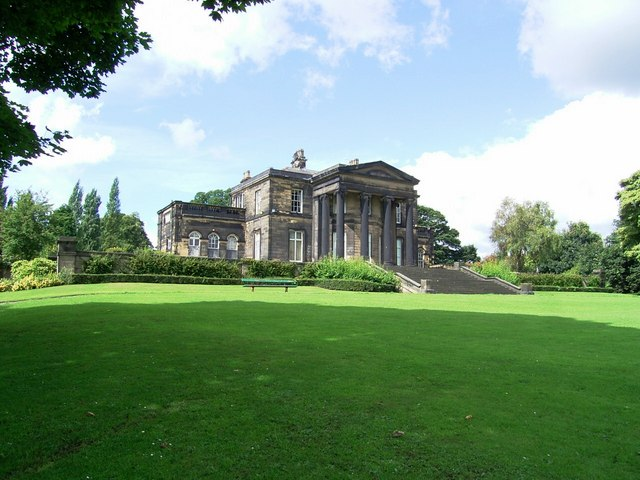
Armley House
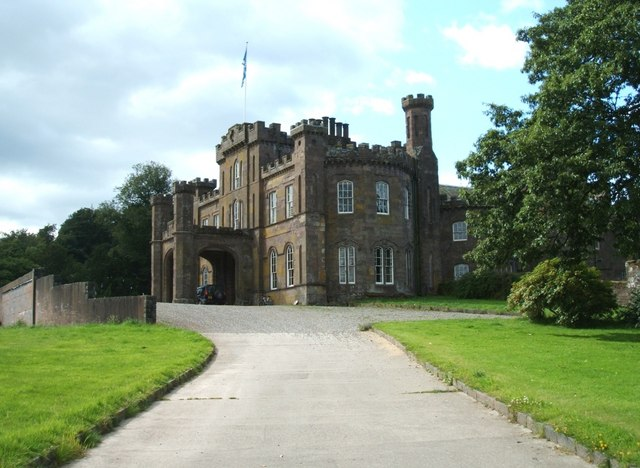
Strathallan Castle

## Igrejas

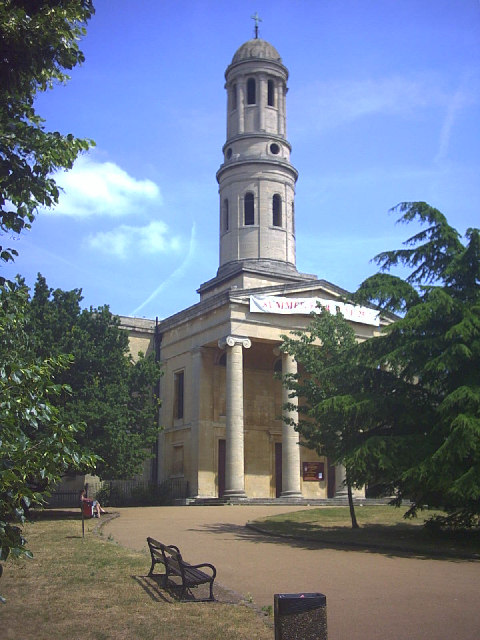
St Anne's Wandsworth
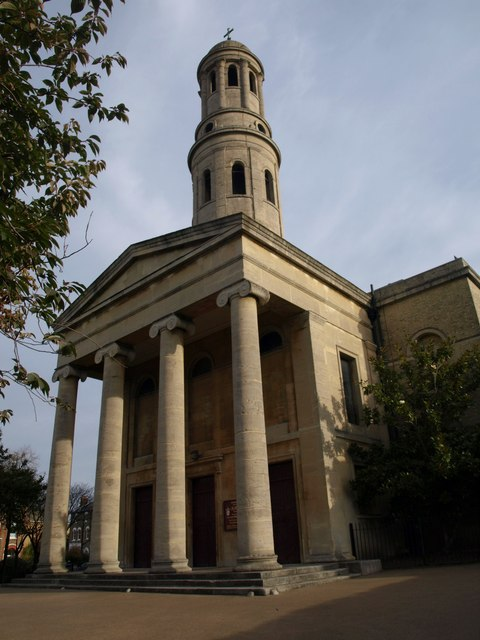
St Anne's Wandsworth
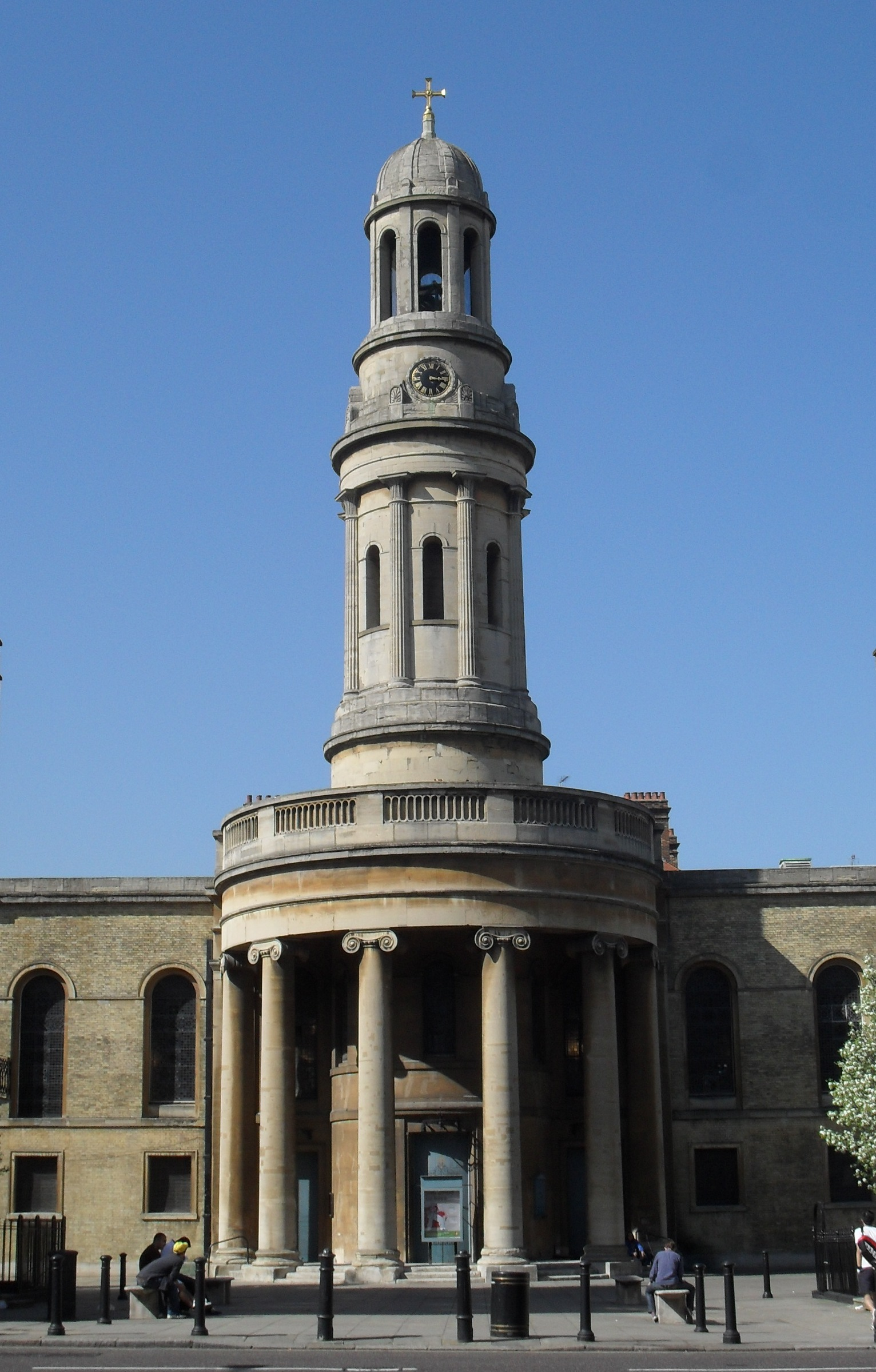
St Mary's Bryanston Square
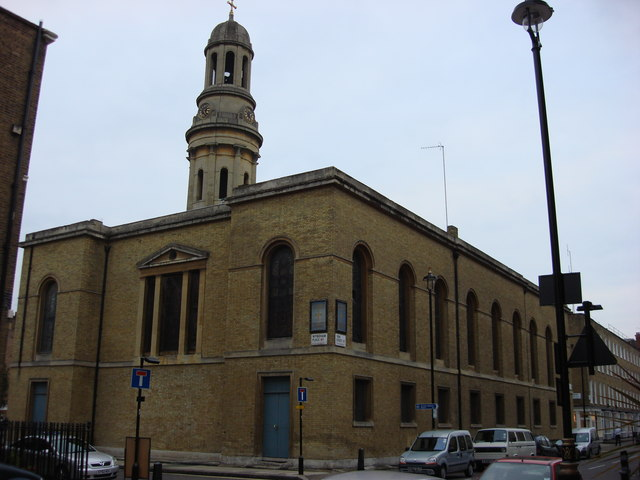
St. Mary's Church, Bryanston Square
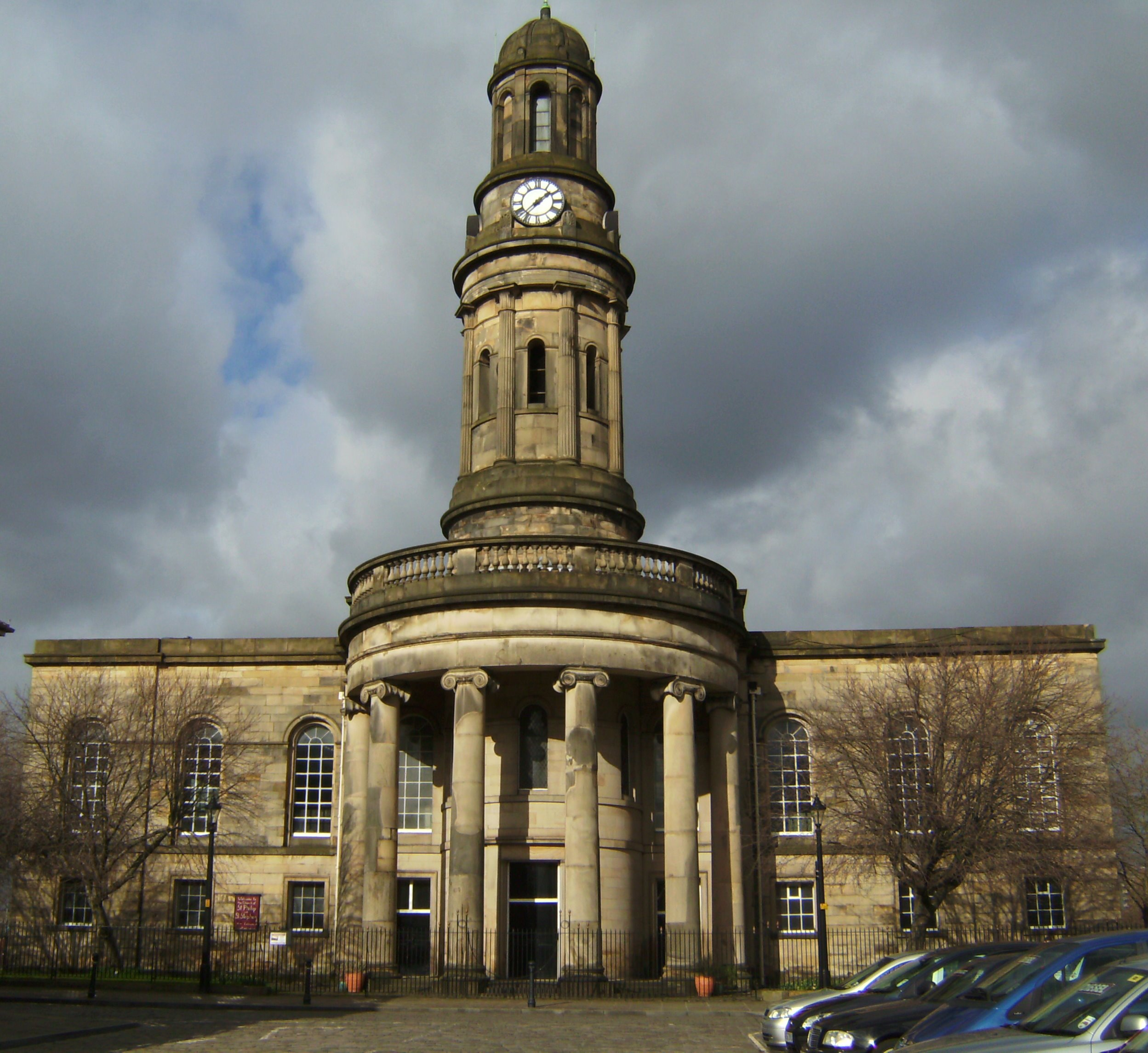
St. Philip's Church, Salford
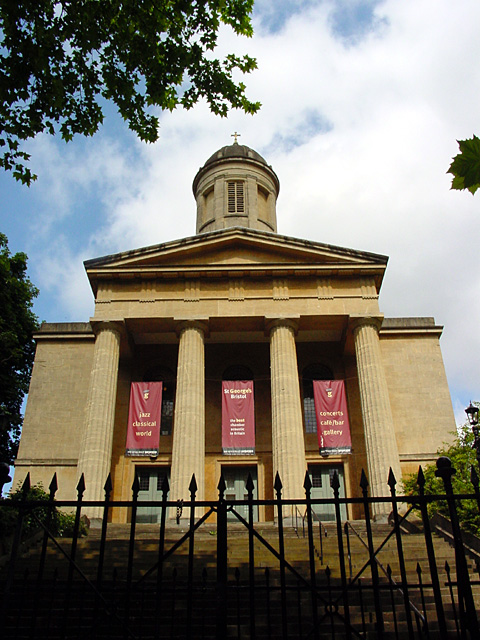
St George, Brandon Hill
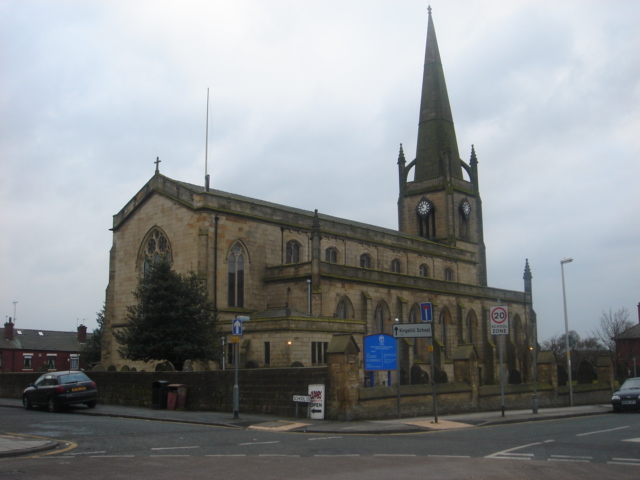
St George Tyldesley
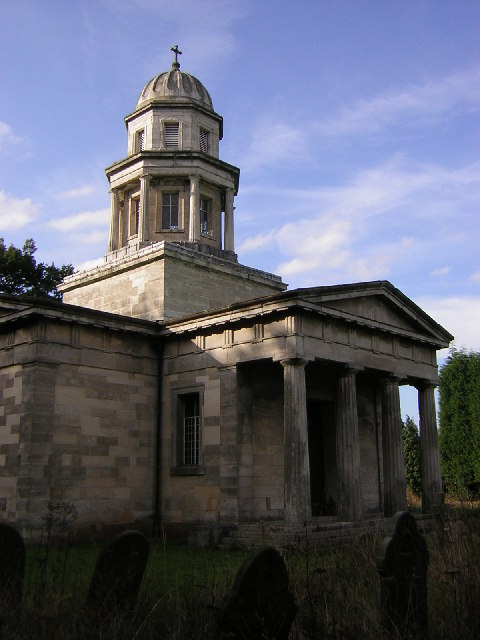
The Mausoleum Milton
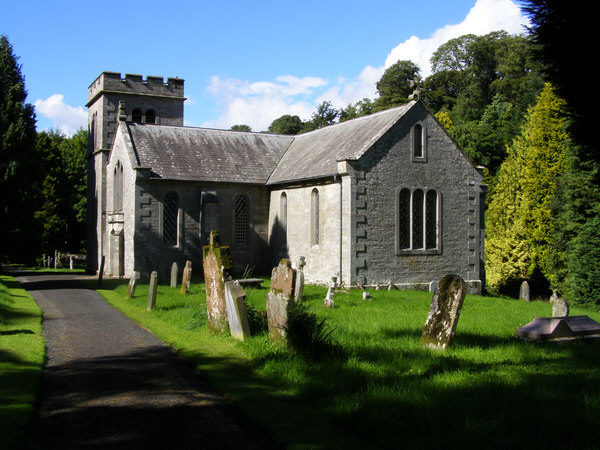
St. Peter's church Askham
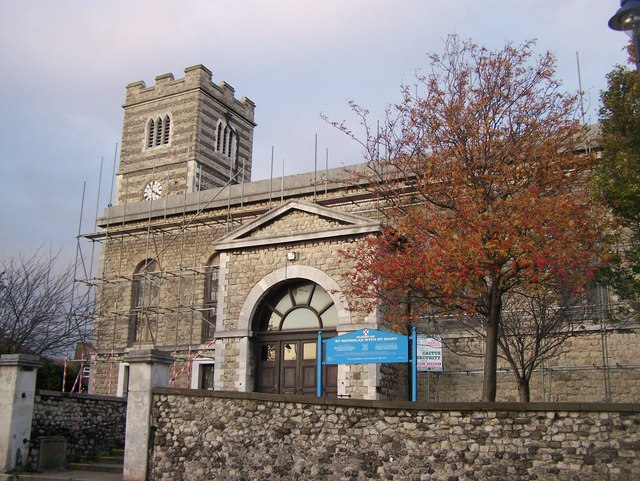
St. Nicholas's Church, Strood
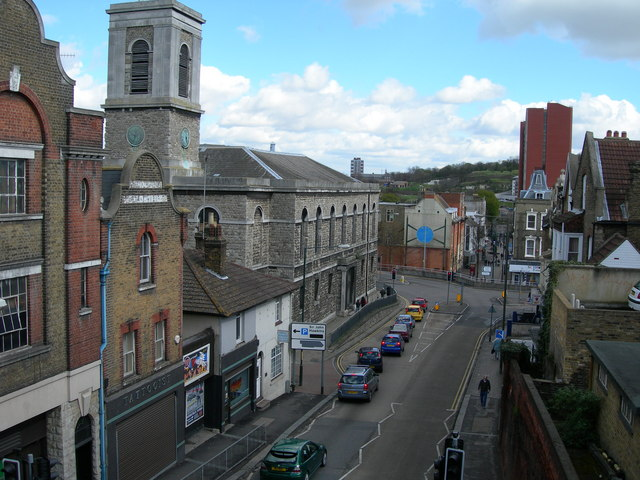
St. John's Church, Chatham
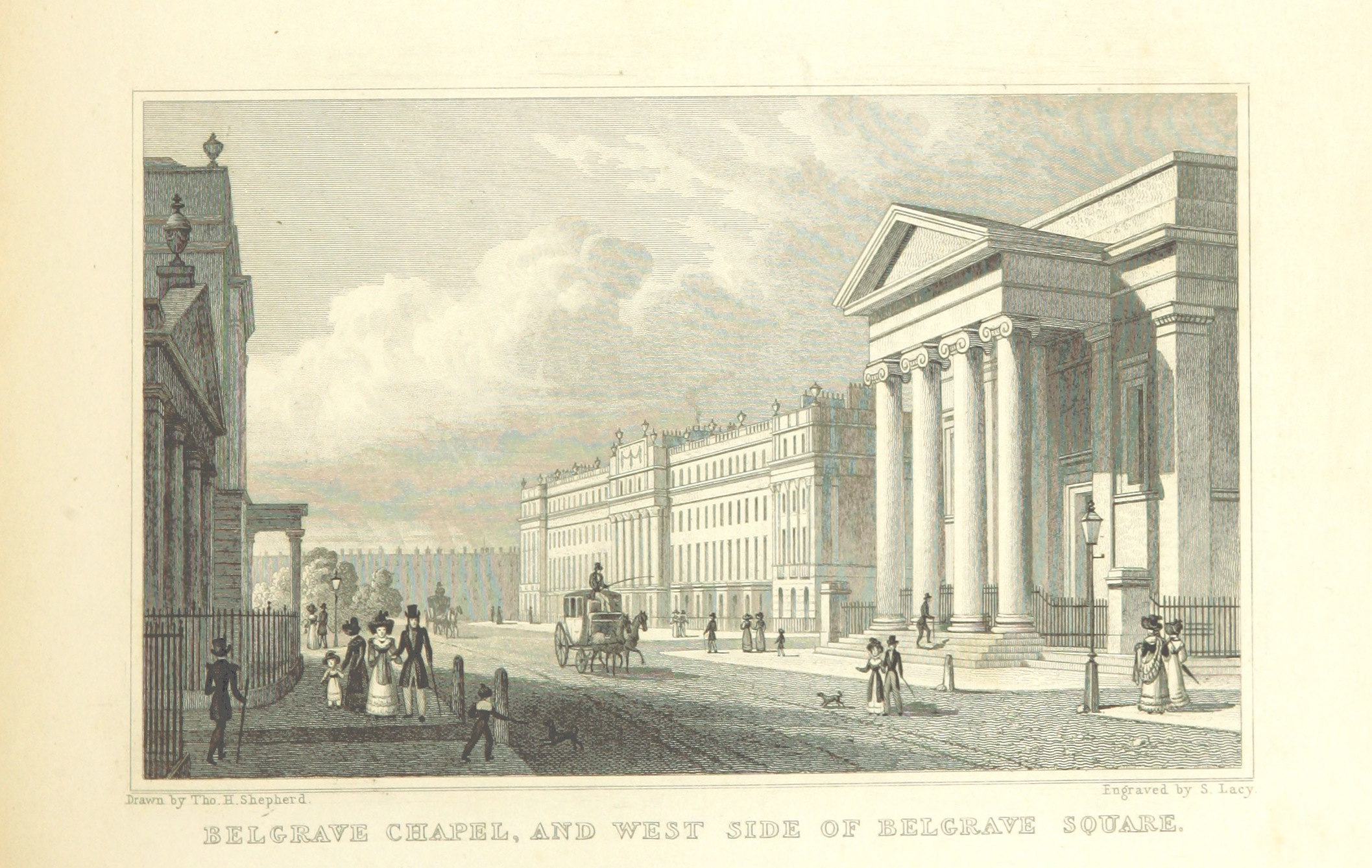
Belgrave Chapel on the right, demolished c.1910

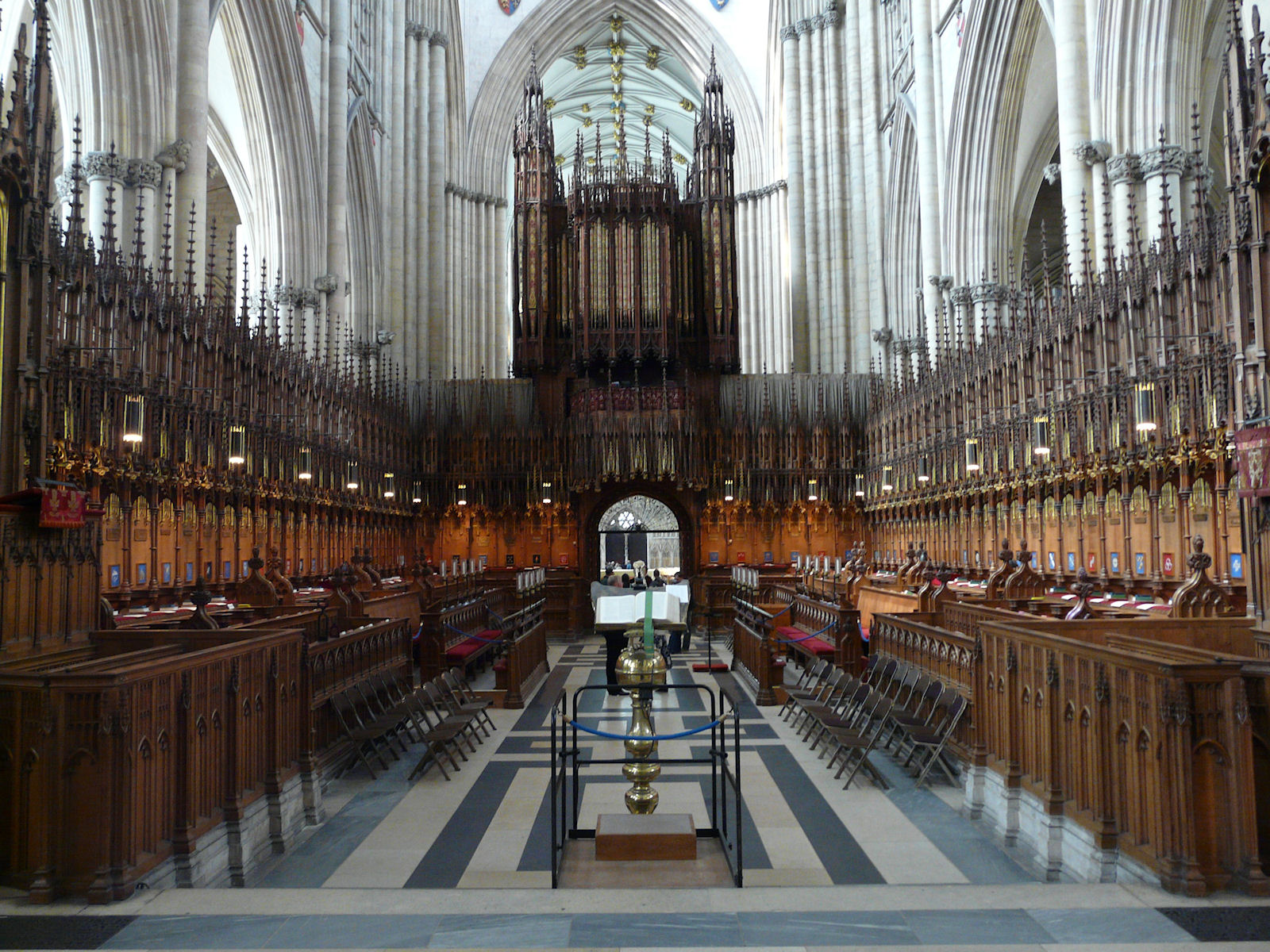
The choir stalls, York Minster, Smirke's recreation of the original ones, 1830-32